# Peaches en Regalia
Peaches en Regalia (von engl. peach: Pfirsich und regalia: Ornat, Regalien) ist eine instrumentelle Komposition von Frank Zappa, die sich dem Jazzrock zuordnen lässt. Sie wurde erstmals auf dem Album Hot Rats im Jahr 1969 veröffentlicht und seitdem viele Male aufgenommen. Die Ursprungsversion wurde auch als Single im Jahr 1970 mit Little Umbrellas als B-Seite ausgekoppelt.
Peaches en Regalia wurde als „eines von Zappas nachhaltigsten Stücken“ bezeichnet und gehört zu den wenigen Titeln des Musikers, die in Amerika gelegentlich im Radio gespielt werden. Es erschließt sich dem Hörer ohne große Anstrengung und wurde von Zappa später immer wieder aufgegriffen, so zum Beispiel auf vielen Live-Konzerten, aber auch auf den Alben Fillmore East, June 1971 (1971), Tinsel Town Rebellion (1981) und zwei Alben der Beat-the-Boots-Serie.

## Musik
Peaches en Regalia wurde als erstes Stück auf Hot Rats veröffentlicht. Es ist ein präzise strukturiertes und eng geführtes Instrumentalstück, das wie eine Ouvertüre anmutet. Darin unterscheidet es sich von den folgenden Stücken dieses Albums, die viel Raum für Improvisationen lassen. Peaches en Regalia ist charakterisiert durch Klavier-Triller, Synthesizer-Läufe und einen tiefen Schlagzeugklang, der in der Mitte des Stereobilds angeordnet ist. Das Stück wirkt energetisch-dynamisch.
Es ist auf parodistische Weise pompös angelegt, vergleichbar mit späteren Titeln wie Regyptian Strut (Sleep Dirt, 1979), und profitiert in der Aufnahme auf Hot Rats von der dort verwendeten Mehrspur-Tonbandtechnik, die das Stück die nahtlose Qualität des West-Coast-Jazz erreichen lässt.
In Peaches en Regalia finden sich viele für Zappas Kompositionen typische Eigenschaften. Das Thema beginnt nach einem zweitaktigen Schlagzeug-Intro mit vier gleich langen Tönen aus dem abwärtsgerichteten Tetrachord der als hell und strahlend beschriebenen A-Dur-Tonleiter (d – cis – h – a), die einmal wiederholt werden. Kurz darauf, in den Takten 11–12, werden eine Triole und deren Augmentation, also rhythmisch vergrößerte Wiederholung, hier einen Ton tiefer, aneinandergereiht. Dies verleiht der melodischen Wendung einen Verzögerungseffekt. Diese rhythmische Kombination ist ein von Zappa gern verwendetes Stilmerkmal. In den Takten 15–25 findet sich eine Sequenz, also die Wiederholung einer Melodiefolge auf verschiedenen Tonstufen. Zappa setzt häufiger derartige Sequenzbildungen ein, die in der Rock- und auch in der Jazzmusik unüblich sind.
Musiker der Erstaufnahme
- Frank Zappa – Gitarre, Bass
- Ian Underwood – Keyboard, Flöte, Saxophon, Klarinette
- Shuggie Otis – Bass
- Ron Selico – Schlagzeug

## Wirkungsgeschichte
Zappa verwendete das Stück auf vielen Tourneen entweder als Eröffnungsstück oder als Zugabe.
In einem Interview bezeichnete Zappa 1980 Peaches en Regalia als Klassiker, als „den ultimativen allgemeinen Zappa-Song aller Zeiten“. Es sei das einzige Stück, über das er noch nie gehört habe, dass jemand es nicht mögen würde.
Peaches en Regalia wurde in die „Untergrund-Version“ des The Real Book aufgenommen, obwohl es kompositorisch komplizierter ist als typische Jazzstandards, die in dem Buch für Jamsessions skizziert werden. Die Aufnahme des Lieds in das Buch wurde als „das ultimative Insider-Empfehlungsschreiben für einen Jazz-Komponisten“ bezeichnet.
Die Melodie wurde als Hintergrundmusik des BBC London Radioprogramms von Danny Baker benutzt. Es war auch die Titelmelodie für die BBC2 Show One man's week in den frühen siebziger Jahren.
Eine Coverversion des Stückes, aufgenommen von Zappa Plays Zappa mit Zappas Sohn Dweezil Zappa und den ehemaligen Zappa-Weggefährten Steve Vai und Napoleon Murphy Brock, gewann einen Grammy für die Beste Darbietung eines Rockinstrumentals.

## Aufnahmen
| Jahr | Album                    | Anmerkungen               |
| ---- | ------------------------ | ------------------------- |
| 1969 | Hot Rats                 |                           |
| 1971 | Fillmore East, June 1971 | Live                      |
| 1981 | Tinsel Town Rebellion    | Live als Peaches III      |
| 1991 | Beat the Boots           | live 1979                 |
| 1992 | Beat the Boots           | live 1971                 |
| 2010 | Odeon Hammersmith        | live 1978                 |
| 2021 | The Mothers 1971         | live 1971, in 6 Versionen |

| Jahr | Künstler              | Album                                              |
| ---- | --------------------- | -------------------------------------------------- |
| 1994 | The Muffin Men        | Say Cheese & Thank You                             |
| 1994 | Riccardo Fassi Tankio | Plays the Music of Frank Zappa                     |
| 1995 | Harmonia              | Harmonia Meets Zappa                               |
| 1996 | Omnibus Wind Ensemble | Music by Frank Zappa                               |
| 1997 | Ed Palermo            | Ed Palermo Big Band Plays the Music of Frank Zappa |
| 1999 | The Dangerous Kitchen | Pays Tribute to Frank Zappa                        |
| 2004 | Ensemble Modern       | Ensemble Modern Plays Frank Zappa                  |
| 2004 | The Muffin Men        | Bakers Dozen                                       |
| 2004 | Pollo Del Mar         | Lemme Take You to the Beach (Various artists)      |
| 2005 | Colin Towns           | Frank Zappa's Hot Licks                            |

| Jahr | Künstler                       | Album                                 |
| ---- | ------------------------------ | ------------------------------------- |
| 1994 | Jon Poole                      | What’s the Ugliest Part of Your Body? |
| 1995 | Meridian Arts Ensemble         | Prime Meridian                        |
| 2000 | Dixie Dregs                    | California Screamin’                  |
| 2000 | The Grandmothers               | Eating the Astoria                    |
| 2006 | Dweezil Zappa                  | Go with What You Know                 |
| 2006 | Daniele Sepe                   | Suonarne 1 per educarne 100           |
| 2007 | Phish                          | Vegas 96                              |
| 2009 | Les cris de Paris (a cappella) | Encores (alpha)                       |
| 2011 | Phish                          | 2011/07/01 I Super Ball IX, NY        |